# Эноа
Эноа (фр. Ainhoa) — коммуна во Франции, в департаменте Атлантические Пиренеи, регион Новая Аквитания. Входит в список «Самых красивых деревень Франции».

## История
Деревня была основана в первой половине XII века. Во времена Столетней войны она была захвачена англичанами и перешла к французам только в 1451 году, при Карле VII. Во время революции 1789 года в деревне была закрыта церковь, но прихожане продолжали тайно молиться. Во время Испанской кампании 1813—1814 годов боевые действия велись недалеко от деревни. Во время последующих войн населённый пункт находился вдали от боевых действий.